# Andrew Gower

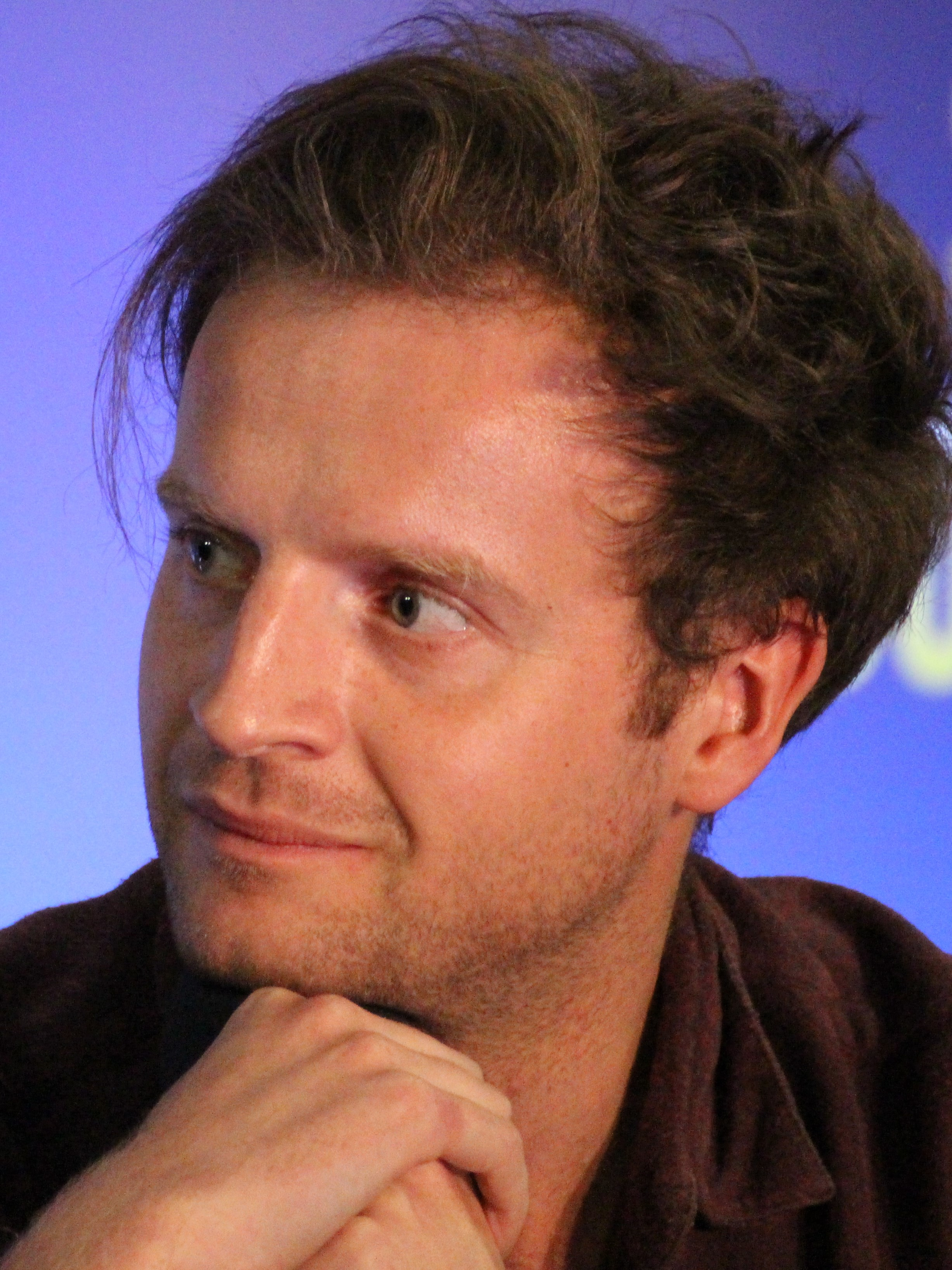
Andrew Gower auf einer Outlander convention in Birmingham (UK) am 12. August 2018.

Andrew Gower (* 8. November 1989 in Aintree, Merseyside, England) ist ein britischer Schauspieler, der vor allem durch seine Rolle als Nick Cutler in der Serie Being Human sowie seine Darstellung von Charles Edward Stuart in der Serie Outlander bekannt wurde. Im Jahr 2010 gewann er den Spotlight-Preis als bester Schauspieler.

## Leben
Andrew Gower wurde im November 1989 in Aintree geboren und wuchs dort auf. Er ging zunächst auf die Davenhill Grundschule in Aintree und besuchte später die Great Sanky High School in Warrington. Schon als Kind interessierte er sich für die Schauspielerei und spielte in Theaterstücken und Musicals mit. Im Juni 2005 gründete er eine Schülerband namens Emerson, die als Quartett einige regionale Erfolge erzielte und auch im Cavern Club auftrat. Ab 2007 besuchte er das Barrow Hall College in Warrington, wo er sich auf das Abitur vorbereitete und Mitglied einer Laienschauspielgruppe wurde. Danach absolvierte er seine Schauspielausbildung an der renommierten Oxford School of Drama, die er 2010 erfolgreich abschloss. Im selben Jahr wurde er als bester Schauspieler mit dem Spotlight Preis ausgezeichnet. Dieser wird jedes Jahr an den besten Abschlussstudenten aller 21 britischen Schauspielschulen vergeben.
Während seiner Schauspielausbildung war Andrew Gower in einigen Theaterstücken zu sehen, unter anderen in der Rolle des Dan in einer Produktion von Arthur Millers After the Fall. In seiner ersten professionellen Rolle spielte er den jungen Herzchirurgen in Ausbildung Andrew Mullery in der britischen Arztserie Dr. Monroe. In Vorbereitung auf diese Rolle wohnte Andrew Gower auch zwei Bypassoperationen an der Seite von echten Chirurgen bei.
Seine erste Hauptrolle hatte er 2011 in dem BBC-Three-Musical Frankenstein’s Wedding, für das er die Titelrolle des Victor Frankenstein übernahm. Dieses Theaterstück mit Tanz- und Singeinlagen wurde einmalig am 19. März 2011 vor 12.000 Zuschauern in der Kirkstall Abbey in Leeds aufgeführt und live im Fernsehen übertragen. Während der Aufführung konnte Andrew Gower auch seine gesanglichen Fähigkeiten unter Beweis stellen, indem er einige der Lieder selbst sang. Frankenstein’s Wedding wurde 2012 für einen BAFTA in der Kategorie „Sport & Live Event“ nominiert.
Im folgenden Jahr übernahm Andrew Gower die Rolle des Antagonisten Nick Cutler in der britischen Fernsehserie Being Human, die ihm große Popularität und Lob von Kritikern einbrachte. Nach einem Gastauftritt in der Serie Misfits kehrte Gower zunächst ans Theater zurück und spielte die Rolle des Seiffert in Manfred Karges Stück Die Eroberung des Südpols am Arcola Theater in London. Für diese Darstellung wurde Gower für einen Offie Award vorgeschlagen. 2012 lieh Andrew Gower seine Stimme auch der Figur des Lupin in dem Radiohörspiel The Diary of a Nobody, einer Adaption von Andrew Lynch des gleichnamigen Romans von George und Weedon Grossmith.
2013 kehrte Andrew Gower ins Fernsehen zurück. In der kanadischen Krimiserie Murdoch Mysteries mimte er in zwei Folgen der sechsten und siebten Staffel den berühmten Detektiv Sherlock Holmes. Nach einem Cameo in der Serie Die Borgias war er unter anderen auch in mehreren Folgen der Mini-Serie The White Queen als Lord Strange zu sehen.
Das Filmdebüt des amerikanischen Comedian Jon Stewart Rosewater brachte 2014 auch Andrew Gowers erste Filmrolle ein. Danach übernahm er in der zweiten Staffel der britischen Fernsehserie The Village die Rolle des Gilbert Hankin und spielte Nicolas Myers in der zweiten Staffel von Der junge Inspektor Morse.
2015 erhielt Andrew Gower die Rolle des römischen Kaisers Caligula in der Mini-Serie A.D.: Rebellen und Märtyrer und war ebenfalls in der Serie Wir sind alle Millionäre (Capital) als junger, ehrgeizige Banker Mark zu sehen. Capital wurde 2016 mit dem Internationalen Emmy in der Kategorie „Bester Fernsehfilm oder Mini-Serie“ ausgezeichnet.
Im folgenden Jahr übernahm Andrew Gower erneut die Rolle des Antagonisten und mimte Prinz Charles Edward Stuart in der zweiten und dritten Staffel der amerikanischen Fernsehserie Outlander, die auf der gleichnamigen Buchreihe der Erfolgsautorin Diana Gabaldon basiert. 2016 gab Andrew Gower ebenfalls sein Debüt im Londoner Theaterviertel West End, wo er am Playhouse Theatre die Hauptrolle des Winston Smith in einer Theateradaption von George Orwells 1984 spielte.
Das Thema einer dystopischen Zukunft begleitete Andrew Gower auch in seinen nächsten Projekten. In der Netflix-Serie Black Mirror war er 2017 als Rob in der dritten Episode der vierten Staffel Krokodil zu sehen. Auch das BBC Radio 4 Hörspiel Dark Visions: Speak spielte in einer Zukunft in der nur noch „Globish“, eine auf 1500 Worte reduzierte Kunstsprache, gesprochen wird. Andrew Gower sprach in der „dystopischen Liebesgeschichte um die Macht von Sprache“ Lucien, einen der beiden Protagonisten.

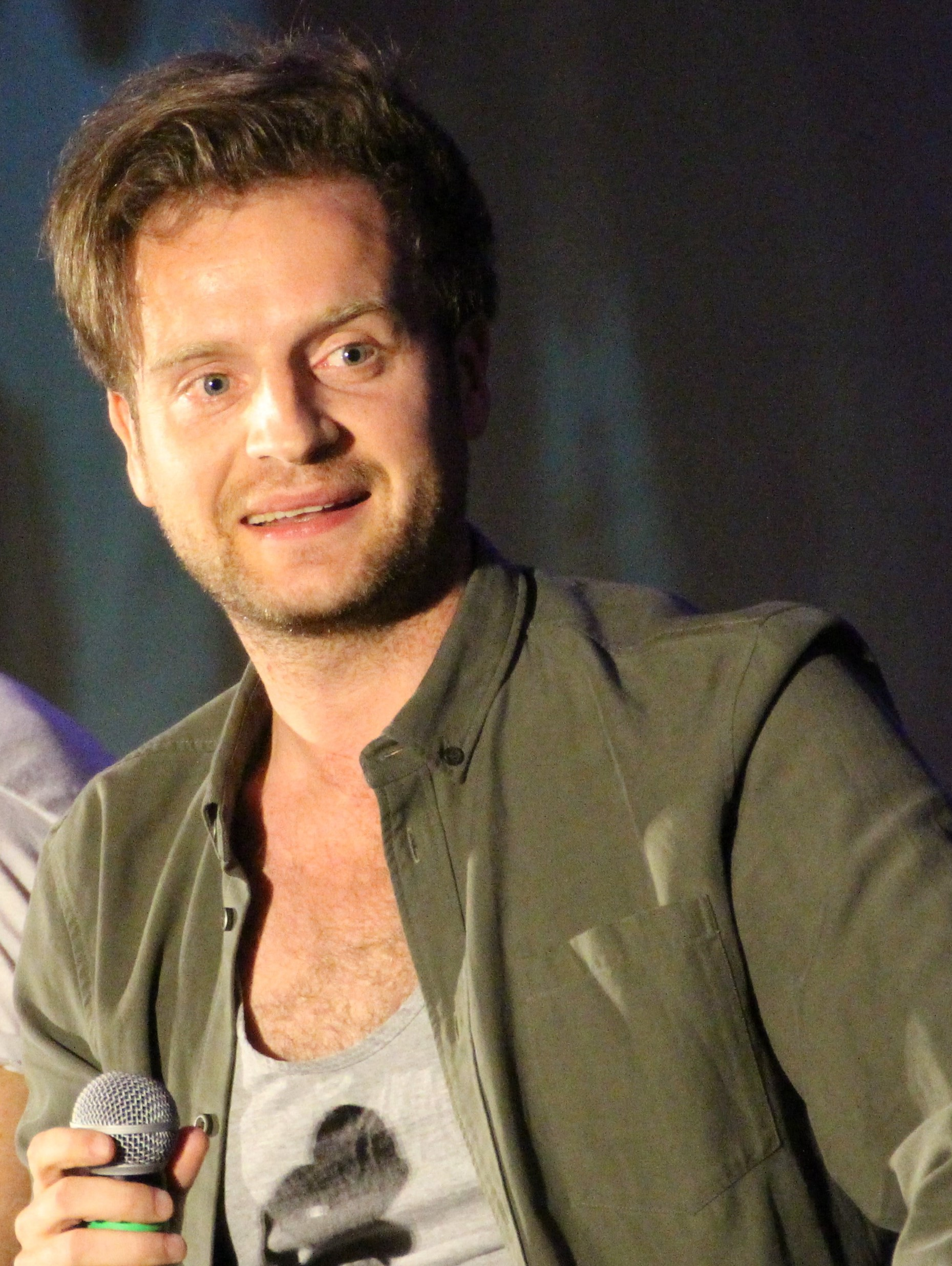
Andrew Gower auf einer Outlander Convention in Las Vegas am 14. Juli 2018.

Im Dezember 2017 wurde bekannt, dass Andrew Gower in der achtteiligen Serie Carnival Row, an der Seite von Orlando Bloom und Cara Delevingne die Rolle des Ezra Spurnrose übernehmen wird. Carnival Row wurde weltweit am 30. August 2019 durch Amazon Video veröffentlicht. Die Serie spielt in einer viktorianischen Fantasiewelt, in der Menschen und mythische Wesen koexistieren müssen. Ebenfalls 2019 werden voraussichtlich zwei Independent-Projekte zu sehen sein, an denen Gower mitgewirkt hat: der Kurzfilm Blessed are They that Fear the Lord der deutschen Regisseurin und Autorin Leoni Tenius wurde bereits 2017 in Shropshire und Snowdonia an der englisch-walisischen Grenze gedreht; die Dreharbeiten für den Spielfilm Running Naked von Victor Buhler fanden im Sommer 2018 statt.
Dem viktorianischen Zeitalter blieb Andrew Gower auch in seinem nächsten Projekt treu, als er die Rolle des Rupert Parker, in der britischen Krimiserie Miss Scarlet and The Duke übernahm. Parker ist ein schüchterner, aber reicher junger Mann im London des 19. Jahrhunderts. Auf Druck seiner herrischen Mutter macht er der Hauptfigur der Serie, Miss Eliza Scarlet, einen Heiratsantrag, obwohl er homosexuell ist. Miss Scarlet liebt ihre Unabhängigkeit und lehnt den Antrag ab, doch entwickelt sich eine Freundschaft zwischen den beiden und Parker finanziert und unterstützt Miss Scarlet, die erste weibliche Detektivin Londons zu werden.
Ebenfalls beendet hat Gower sein erstes eigenes Filmprojekt, einen Kurzfilm über den englischen Sänger Tommy Quickly (gespielt von Gower), der in den 60er Jahren Teil der Musikszene rund um die Beatles war. Humpty Fu*king Dumpty wurde 2017 über die Crowdfunding-Plattform Kickstarter finanziert und durch Andrew Gower und seinen Schauspielkollegen Stephen Walters verwirklicht. Am 8. Mai 2020 wurde der Film auf der offiziellen Seite HumptyFilm.com veröffentlicht.

## Filmografie (Auswahl)
- 2011: Frankenstein’s Wedding… Live in Leeds (Fernsehfilm)
- 2011–2012: Dr. Monroe (Monroe, Fernsehserie, Episoden 1x01–2x06)
- 2012: Being Human (Fernsehserie, Episoden 4x01–4x08)
- 2012: Misfits (Fernsehserie, Episode 4x04)
- 2012: Die Borgias (The Borgias, Fernsehserie, Episode 3x01)
- 2013: The White Queen (Fernsehserie, Episoden 1x09–1x10)
- 2013: Out of Darkness (Kurzfilm)
- 2013: Murdoch Mysteries (Fernsehserie, Episoden 6x04 & 7x04)
- 2014: Der junge Inspektor Morse (Endeavour, Fernsehserie, Episode 2x04)
- 2014: Rosewater
- 2014: The Village (Fernsehserie, Episoden 2x01–2x06)
- 2015: A.D.: Rebellen und Märtyrer (A.D. The Bible Continues, Fernsehserie, Episoden 1x07–1x09)
- 2015: Black Work (Fernsehserie, Episoden 1x01 & 1x03)
- 2015: Wir sind alle Millionäre (Capital, Fernsehserie, Episoden 1x01–1x03)
- 2016: The Tall Tales of Urchin (Kurzfilm, Stimme)
- 2016–2022: Outlander (Fernsehserie, 11 Episoden)
- 2017: Black Mirror (Fernsehserie, Episode 4x03)
- 2018: Inspector Barnaby (Midsomer Murders, Fernsehserie, Episode 20x06)
- 2019: Poldark (Fernsehserie, Episoden 5x01–5x02)
- 2019–2023: Carnival Row (Fernsehserie, 15 Episoden)
- 2020: Humpty Fu*king Dumpty (Kurzfilm)
- 2020: Running Naked
- 2020: Miss Scarlet and The Duke (Fernsehserie, 5 Episoden)
- 2023: You – Du wirst mich lieben (You, Fernsehserie, 3 Episoden)
- seit 2024: Ellis (Fernsehserie)